# Petit Papa Noël (Les Simpson)
Vous lisez un « bon article » labellisé en 2017.
Pour les articles homonymes, voir Petit Papa Noël.
Petit Papa Noël (ou Le P'tit Renne au nez rouge au Québec et Santa's Little Helper en version originale) est un personnage récurrent de la série télévisée d'animation américaine Les Simpson. Il s'agit du chien domestique, de race lévrier whippet, de la famille Simpson. Il apparaît pour la première fois dans le premier épisode de la série diffusé en 1989 : Noël mortel. Dans cet épisode, son propriétaire l'abandonne à cause de sa dernière place lors d'une course de lévriers. Homer Simpson et son fils, Bart, sont présents à la course et espèrent gagner un peu d'argent pour Noël grâce à leurs paris. En assistant à l'abandon du chien, ils décident de l'adopter.
Depuis, Petit Papa Noël apparaît fréquemment dans la série et est le personnage central de plusieurs épisodes. Ainsi, tout au long de la série, il a engendré plusieurs portées de chiots, a réussi une école de dressage, s'est fait opérer pour un retournement de l'estomac, a remplacé Duffman comme mascotte de la marque de bières Duff et a été formé comme chien policier par l'Académie de Police pour Animaux de Springfield. Certains des épisodes centrés sur Petit Papa Noël sont inspirés de la culture populaire ou des expériences réellement vécues par des membres de l'équipe de la série.
Même si les animaux de dessins animés sont souvent anthropomorphisés, Petit Papa Noël manifeste généralement un comportement canin réaliste. L'acteur Dan Castellaneta bruite actuellement le chien ; jusqu'à la septième saison, la plupart de ses bruits ont été produits par Frank Welker. À la suite de ses apparitions dans Les Simpson, Petit Papa Noël est devenu un personnage populaire. Il est également présent dans de nombreux produits dérivés sur Les Simpson, comme des jeux vidéo, des figurines ou des bandes dessinées.

## Rôle dansLes Simpson

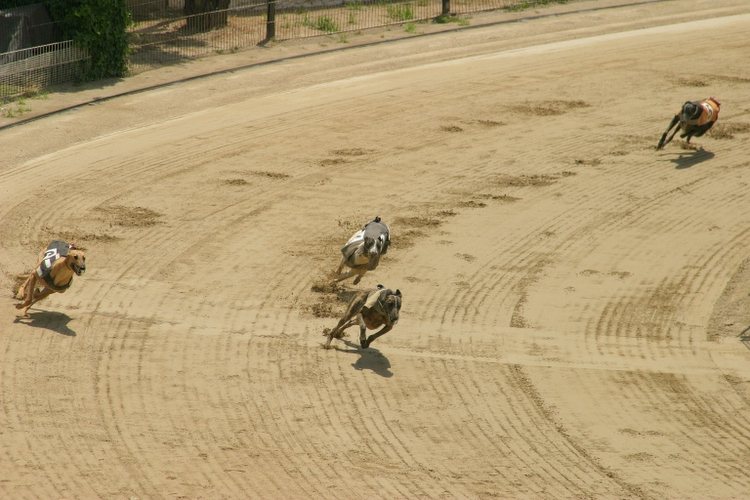
Avant d'être adopté par les Simpson, Petit Papa Noël était un lévrier de course.

Petit Papa Noël est un chien de race lévrier whippet, personnage récurrent de la série télévisée animée Les Simpson. Il s'agit du chien de compagnie de la famille Simpson. La plupart du temps, il fait des apparitions mineures dans la série, même si quelques épisodes lui donnent un rôle important, comme le tout premier de la série. Dans cet épisode, Noël mortel, Homer découvre qu'il n'a plus assez d'argent pour acheter des cadeaux de Noël à sa famille. Espérant un miracle, il amène Bart à une course de lévriers tenue le jour du réveillon de Noël afin de gagner un peu d'argent en pariant. Bien qu'Homer obtienne des informations sur le chien le plus à même de gagner, il décide de parier sur un concurrent de dernière minute, Petit Papa Noël, croyant que le nom du chien est un signe. Cependant, le chien providentiel termine à la dernière place. En quittant le stade, Homer et Bart aperçoivent le propriétaire du chien en train de l'abandonner à cause de sa piètre performance. Bart supplie Homer de le garder comme animal de compagnie. D'abord réticent, Homer accepte après que le chien lui a affectueusement léché la joue. Lorsqu'ils retournent à la maison, Petit Papa Noël est considéré par le reste de la famille comme étant un cadeau de Noël.
Dans plusieurs épisodes, Petit Papa Noël peut être vu en train de mâcher des journaux ou d'autres objets de la maison des Simpson, de détruire des meubles ou de creuser des trous dans le jardin,. Dans l'épisode de la deuxième saison, Une vie de chien, il arrive à rendre furieux tous les membres de la famille en détruisant des objets de valeur. En conséquence, Homer et Marge veulent se débarrasser du chien, mais Bart et Lisa les convainquent qu'il peut être entraîné dans une école de dressage. Là-bas, Petit Papa Noël ne fait pas les choses correctement parce que Bart refuse d'utiliser le collier étrangleur conseillé par l'instructeur. La nuit avant l'examen final, Bart et Petit Papa Noël jouent, pensant que ce sont là les dernières heures qu'ils partagent. Ce lien est si fort qu'il brise la barrière qui les empêchait de se comprendre et ainsi le chien assimile et exécute tous les ordres de Bart, lui permettant de réussir l'examen de l’école de dressage.
Petit Papa Noël est le père de plusieurs chiots. Dans Une portée qui rapporte, il entre dans l'arène d'une course de lévriers et tombe amoureux d'une des concurrentes, Elle-est-la-plus-rapide, avec laquelle il s'accouple pendant la course. Quelque temps après, elle met bas vingt-cinq chiots et, lorsque les Simpson ne peuvent plus en prendre soin, ils décident de les vendre. M. Burns vole alors les petits et décide d'en faire un smoking. Mais, avant de les dépecer, il est pris d'affection pour eux, et se convainc ainsi de ne plus jamais porter de fourrure et d'élever les chiots afin d'en faire des champions du monde de course de lévriers. Petit Papa Noël engendre également une autre portée de chiots avec le caniche du Dr Hibbert, dans l’épisode Enfin clown. Ceux-ci sont donnés aux habitants de Springfield.

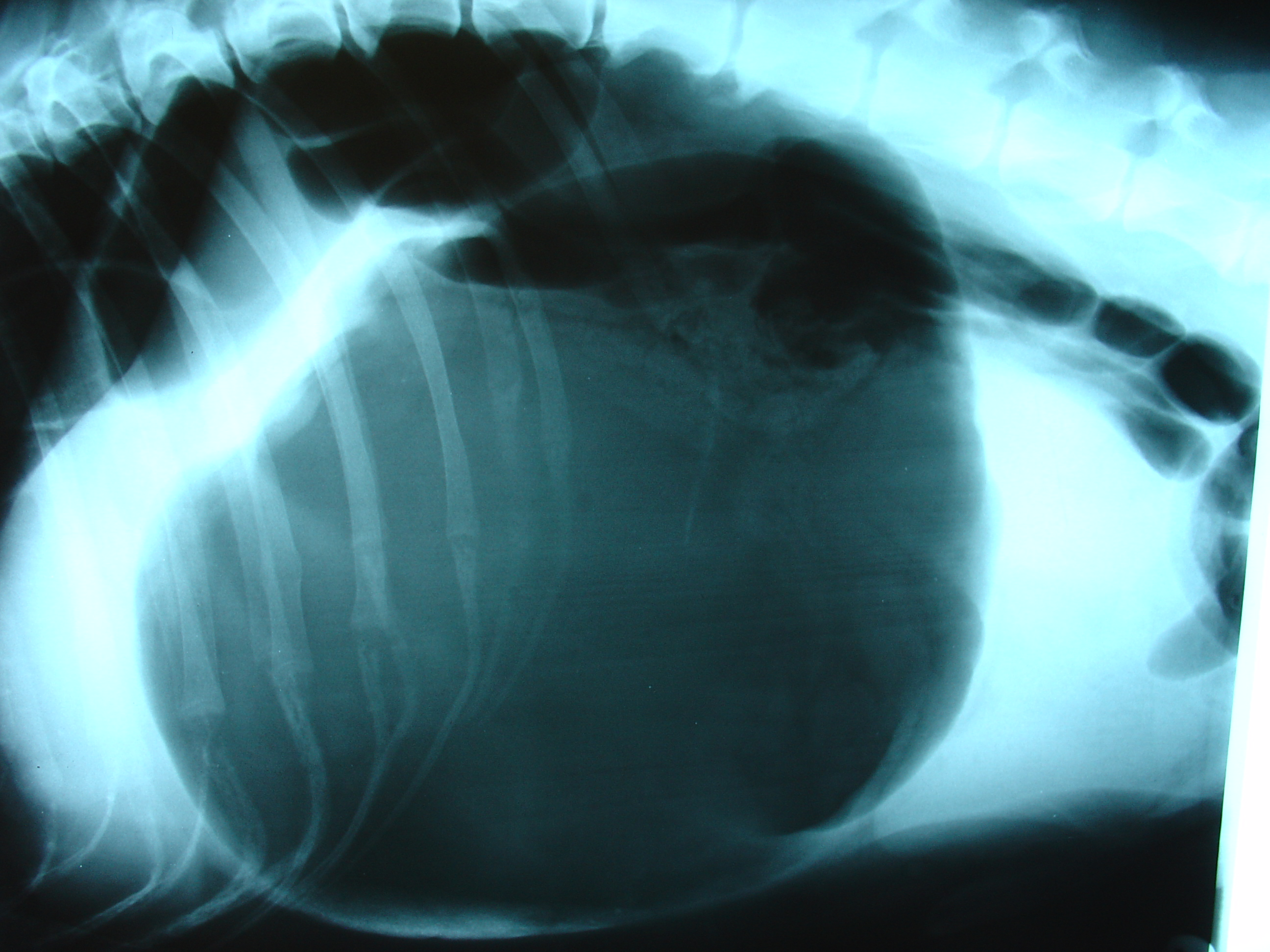
Lors de l’épisode Chienne de vie, Petit Papa Noël souffre d'un retournement de l'estomac qui manque de lui être fatal.

Dans quelques épisodes, le chien est également négligé ou maltraité par la famille. Dans Chienne de vie, il souffre d'un retournement de l'estomac et, pour payer l'opération permettant de le sauver, les membres de la famille Simpson décident d'un commun accord de réduire leur budget. Bien qu'ils parviennent à le sauver, ils prennent conscience de la portée de leurs sacrifices et commencent à le maltraiter, le forçant à fuir. Il finit dans les mains de M. Burns qui l’entraîne à devenir un chien d'attaque agressif. Quelques jours plus tard, Bart retrouve par hasard Petit Papa Noël et se fait attaquer, jusqu'à ce que le chien finisse par reconnaître son vieil ami et s'arrête. Dans Un chien de ma chienne, Bart utilise une fausse carte de crédit pour acheter sur un catalogue une chienne colley bien dressée, nommée Laddie. Laddie apprend de nombreux tours que Petit Papa Noël est incapable d'effectuer, et la famille Simpson en oublie presque son ancien animal de compagnie. Finalement, lorsque les agents de recouvrement viennent saisir les biens que Bart a frauduleusement achetés, il leur donne Petit Papa Noël à la place de Laddie. Regrettant sa trahison et s'ennuyant avec son chien trop parfait, Bart essaye de récupérer Petit Papa Noël. Lorsqu'il le retrouve, celui-ci est devenu chien guide pour un aveugle, mais décide de retourner avec sa famille.
Dans Petit Papa Noël super flic, le lévrier devient un héros local après avoir retrouvé Homer. Les Simpson décident alors de l'envoyer à l'Académie de Police pour Animaux de Springfield. Cependant, son nouveau travail de combattant du mal le rend fou, si bien qu'un jour il mord Bart. Les Simpson l'envoient alors vivre avec l'officier Lou. Ils le récupèrent lorsqu'il sauve Bart d'un nuage toxique à l'intérieur de l'école et après qu'il a quitté les forces de police. Dans l'épisode Combien pour cet oiseau dans la vitrine ?, Bart devient très en colère contre Petit Papa Noël lorsque le chien dévore le pigeon à la patte cassée dont il s'occupait. La famille Simpson l’envoie alors dans une ferme d'autruches. Après s'être souvenu qu'il est mal de tuer les oiseaux, le chien ne peut intervenir dans la bataille entre Bart et une autruche, la laissant l'étrangler. Finalement, Bart se rend compte que lui aussi a tué un oiseau, pardonne à Petit Papa Noël et le ramène à la maison.
Dans l'épisode Le Chien-chien à son Homer, Petit Papa Noël remplace Duffman au poste de mascotte de la marque de bière Duff, après qu'il a été vu en train de vider une canette en la mettant en équilibre sur son museau. Il devient connu sous le nom de Suds McDuff et permet aux ventes de bière de s'envoler tout comme la fortune de la famille Simpson. Cela entraîne la visite de l'ancien propriétaire du chien qui veut prouver que le lévrier lui appartient. Les Simpson estiment que s'ils parviennent à faire en sorte que Duffman redevienne la mascotte de la marque de bière à la place de Suds, ils pourront récupérer leur chien. Ils projettent de faire de Duffman un héros lors d'un tournoi de beach-volley sponsorisé par la Duff. Leur stratagème échoue, mais un requin ivre découvert lors de l'événement est choisi pour devenir la nouvelle mascotte, permettant à Petit Papa Noël de retourner joyeusement vivre avec les Simpson.

## Personnage

### Création et développement

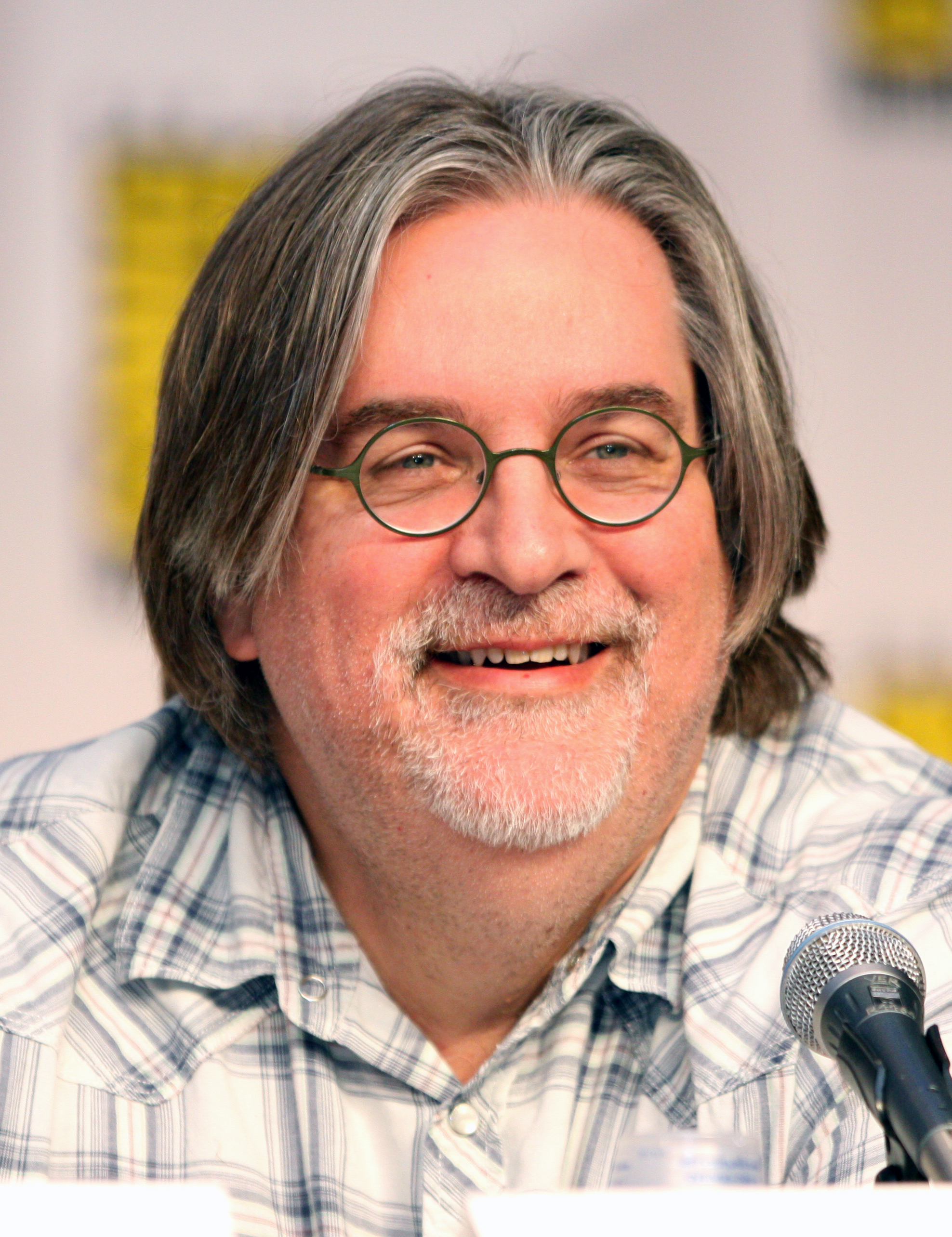
Le créateur des Simpson, Matt Groening, préfère que les animaux dans les dessins animés agissent avec réalisme.

La première apparition de Petit Papa Noël a lieu lors du premier épisode de la série, Noël mortel, diffusé le 17 décembre 1989 aux États-Unis et le 22 décembre 1990 en France,. Dès lors, le chien devient un personnage récurrent de la série. Le créateur des Simpson, Matt Groening, déclare à TV Guide en 2000 : « Nous [l'équipe de la série] nous sommes mis dans le pétrin avec notre épisode spécial Noël. Après avoir introduit le chien dans la série, nous étions coincés avec lui [sous-entendu : nous étions obligés d'en tenir compte par la suite]. » Le nom de « Petit Papa Noël » est choisi car, selon Al Jean dans le même article de TV Guide, « nous avions besoin d'un nom qui pousse Homer à parier sur lui, un présage, un nom de Noël puisqu'il parie son réveillon. Mais, à ce moment-là, personne ne pensait à long terme. Nous ne pensions pas à ce qui pourrait se passer dans dix ans, lorsque nous devrions utiliser ce nom ». Bien que Noël mortel soit le premier épisode diffusé à la télévision, il s'agit du huitième épisode produit par l’équipe de la série. Il a été choisi pour être diffusé en premier car il y avait des problèmes d'animation dans les épisodes précédents. Al Jean déclare en 2001 au Houston Chronicle : « les gens se demandaient pourquoi le chien était absent des sept épisodes » diffusés après le premier. En 2003, il ajoute que l'équipe apprécie particulièrement les premiers épisodes centrés sur Petit Papa Noël, notamment Noël mortel qui est la raison pour laquelle d'autres épisodes sur le chien ont été écrits.
Le scénariste John Swartzwelder déclare que l'équipe de production de la série construit le personnage d'Homer de la même façon que celui de Petit Papa Noël : « Les deux sont fidèles. Les deux ont la même gamme émotionnelle. Et les deux vont grogner, voire mordre, si vous essayez de leur prendre leur nourriture. » Bien que les animaux dans les dessins animés aient généralement un comportement caractérisé par une « conscience semi-humaine », ce n'est pas le cas de Petit Papa Noël ; Matt Groening précise dans le commentaire audio de l'épisode Une portée qui rapporte qu'il préfère que les animaux de dessins animés agissent comme dans la vraie vie, et c'est ainsi que Petit Papa Noël est représenté dans la série. Bien qu'il y ait quelques exceptions pour des gags, l'équipe des Simpson essaie toujours de faire en sorte que les animaux agissent de façon plausible,. Plusieurs journalistes se sont exprimés au sujet du manque d'intelligence du lévrier. Dans un article qui compare Les Simpson à la série animée Les Griffin, Todd Camp du Fort Worth Star-Telegram déclare : « alors que Petit Papa Noël est peut-être le seul Simpson à être plus bête qu'Homer, le chien des Griffin, Brian, est le membre le plus intelligent de la maisonnée ». En 1991, Alison Ahston du San Diego Union-Tribune décrit Petit Papa Noël comme « un chien doux et stupide ». En 2002, Tom Coombe du Morning Call compare Petit Papa Noël aux véritables lévriers, expliquant que « les fans des Simpson vous diront que le chien de la famille […] est souvent nerveux et idiot. Les amoureux de la race réelle vous en feront une description bien différente : celle de chiens pacifiques, affectueux et qui n'ont pas pour habitude de baver ou de haleter ».
Quelques idées des épisodes centrés sur Petit Papa Noël sont tirées de faits réels. Le scénario de Chienne de vie s'inspire des expériences de Swartzwelder avec son propre chien, qui a également été atteint d'un retournement d'estomac. Cependant, contrairement aux événements de l'épisode, le chien de Swartzwelder n'a pas reçu de traitement car l'opération était trop chère et il était trop âgé. En 2005, Ryan Ellem du Gold Coast Bulletin observe que le dilemme de la famille Simpson concernant le prix des interventions vétérinaires dépeint assez fidèlement celui auquel sont confrontées de nombreuses familles possédant un animal de compagnie. D'autres idées d'épisodes proviennent de la culture populaire. Par exemple, la portée de vingt-cinq chiots de Petit Papa Noël que M. Burns veut transformer en fourrure dans l'épisode Une portée qui rapporte est une référence parodique au film de Walt Disney, Les 101 Dalmatiens. La technique de M. Burns consistant à laver le cerveau de Petit Papa Noël dans Chienne de vie pour en faire un chien d'attaque fait référence à Orange mécanique. Susan McHugh, qui enseigne des théories sur les animaux, la littérature et la culture à l'université de la Nouvelle-Angleterre, écrit dans son livre Dog publié en 2004 : « en restant fidèle à ses sauveteurs improbables, le jeune garçon Bart et son père Homer, ce lévrier a représenté la satire du chien dans la culture contemporaine, des méthodes d'entraînement autoritaires de Barbara Woodhouse (dans Une vie de chien) à la manière sans reproche de revenir au statu quo de Lassie (dans Un chien de ma chienne) ».

### Bruitage
| |  |  |
| L'acteur Frank Welker bruite les animaux des Simpson, dont Petit Papa Noël, de la deuxième à la septième saison. Il est depuis remplacé par Dan Castellaneta. |  |  |

Même s'il arrive occasionnellement que le membre de l'équipe de doublage Dan Castellaneta prête sa voix à Petit Papa Noël pour des figurations, c'est le plus souvent l'artiste vocal Frank Welker qui produit les bruitages du chien et d'autres animaux de la série, depuis l'épisode Une vie de chien, diffusé le 7 mars 1991, jusqu’à l'épisode Le Foyer de la révolte, diffusé le 1er octobre 1995,. En 2007, il déclare sur son site officiel qu'il aimait interpréter Petit Papa Noël car c'était un personnage « sympathique ». Le travail de Frank Welker est salué par l'équipe de la série. David Mirkin observe : « Il est capable de tout faire et de le faire parfaitement. On oublie que l'on écoute un homme, et c'est un plaisir de travailler avec lui. » Matt Groening ajoute qu'il est « incroyablement doué » dans l'art de faire des bruits d'animaux. 
Après la septième saison, Dan Castellaneta bruite seul Petit Papa Noël pendant que Frank Welker produit les sons des autres animaux, jusqu'à son départ en 2002, à la suite d'un refus d'augmentation de salaire. Dans la section « questions et réponses » de son site officiel, Frank Welker explique pourquoi il a arrêté de bruiter Petit Papa Noël en ces termes : « Les producteurs ont pensé : “Mmmh, Dan aboie plutôt bien, nous le payons déjà et il semble aimer faire les trucs de chien… Pourquoi devrions-nous payer Welker, qui vient ici, travaille moins d'une heure, mange tous les donuts et refuse de venir aux répétitions… Donnons simplement ce foutu chien à Dan !” »

## Accueil
Petit Papa Noël est rapidement devenu un chien très connu grâce à ses nombreuses apparitions dans la série. Un journaliste du Grand Rapids Press écrit en 2002 que « nous connaissons tous Homer, Marge, Bart, Lisa et Maggie » et que « la plupart des Américains reconnaissent probablement leurs animaux domestiques, Petit Papa Noël et Boule de neige II ». Susan McHugh déclare dans son ouvrage Dog que même si Master McGrath était le lévrier le plus célèbre du XIXe siècle, « le lévrier le plus populaire une centaine d'années plus tard » est Petit Papa Noël. Dans l'émission télévisée Les 50 plus grands animaux de télévision, présentée par Mario López sur Animal Planet en 2003, Petit Papa Noël se classe à la vingt-septième place. Selon un journaliste du McClathy News Service, la place d'un chien au sein de ce classement est « déterminée par sa popularité, la reconnaissance de son nom et la durée de la série » de laquelle il est tiré. Parmi les autres chiens de la liste figurent Lassie, à la première place, Eddie de Frasier, Snoopy, Scooby-Doo, Rintintin, Max, Triumph du Late Night with Conan O'Brien, Buck de Mariés, deux enfants, Chipper de Au pays des géants et Tiger du Brady Bunch.
Les critiques des adeptes de la série et des journalistes sont principalement bonnes. Il obtient la septième place du classement des chiens de télévision les plus aimés établi en 2008 dans l'émission César, l'homme qui parlait aux chiens animée par le cynologue mexicano-américain César Millan ; Lassie obtient une nouvelle fois la première place de ce classement. En 2010, il est également classé à la dixième place des personnages préférés des Simpson par les lecteurs des bandes dessinées adaptées de la série au Royaume-Uni. Dans leur liste des douze meilleurs chiens issus de dessins animés, de bandes dessinées et de films d'animation, les journalistes du Tampa Tribune placent Petit Papa Noël à la sixième position, commentant : « Nous admirons sa nature optimiste, même après s'être fait écraser les jambes par M. Burns et avoir été abandonné par Bart pour un autre chien, Laddie ». Il se retrouve également à la soixante-quinzième place du classement des cent meilleurs chiens de l'histoire de la culture populaire établi en 2006 par l'auteur du site Retrocruch, Robert Berry. Toutefois le lévrier reçoit parfois des critiques négatives. Par exemple, dans sa critique de l'épisode Une vie de chien en 2010, Nathan Rabin du site Internet The A.V. Club écrit : « Comme beaucoup de chiens de dessins animés, Petit Papa Noël est spectaculairement peu spectaculaire. Dans un royaume de chiens agressivement anthropomorphiques, certains d'entre eux ont certes d'importants problèmes d'élocution, lui, il ne parle pas, ne se moque pas et ne se livre à aucune manigance. Ses compétences et pouvoirs se limitent à la mastication, à la défécation et au repos régulier. Vous savez, simplement comme un véritable chien. En conséquence, les épisodes consacrés à Petit Papa Noël ont tendance à être un peu soporifiques, même l'épisode des Simpson spécial Noël qui a lancé la série. »

## Produits dérivés et influence
Depuis son apparition dans la série, Petit Papa Noël figure dans de nombreux produits dérivés des Simpson. Sur le plateau du jeu The Simpson Clue publié par USAopoly, basé sur Cluedo et sorti en 2000, le chien peut être vu en train de laper de la bière Duff qui a été renversée sur le sol. Dans un autre jeu de plateau publié par USAopoly et adapté de Monopoly, The Simpsons Monopoly, sorti en 2001, Petit Papa Noël et l'un des six pions en métal blanc que les joueurs peuvent utiliser. Le lévrier apparaît également dans les numéros des adaptations en bande dessinées des Simpson, dans le film sorti en 2007 et dans des jeux vidéo basés sur la série, comme Night of the Living Treehouse of Horror ou Les Simpson, le jeu,,,,. 
Les produits dérivés concernant Petit Papa Noël comptent également des figurines. En juin 2006, McFarlane Toys sort une boîte intitulée Couch Gag et contenant les figurines aimantées de toute la famille Simpson, y compris leurs deux animaux domestiques. Playmate Toys a sorti une figurine de Petit Papa Noël dans la série World of Springfield, sortie en janvier 2000, le représentant assis en train de se gratter pendant que Bart sur son skateboard le caresse. Toys “R” Us sort également en décembre 2001 une boîte contenant la famille Simpson habillée à l'occasion de Noël, dans laquelle se trouve une figurine de Petit Papa Noël déguisé en renne et monté par Maggie. Des peluches à l'effigie du lévrier sont également vendues.
Petit Papa Noël a également des influences sur la vie réelle. Ainsi, le Bambara, un bar-restaurant très réputé situé dans l'Hôtel Monaco à Salt Lake City, donne le nom du chien à un cocktail à base d'expresso. Le barman, Ethan Moore, explique en 2004 au Salt Lake Tribune, qu'il s'agit d'« une des boissons de vacances les plus populaires » du Bambara. Le nom d'une entreprise new-yorkaise de promenade de chiens et de garde d'animaux, Santa's Little Helper Dog Walking and Pet Sitting, fait référence au nom original de Petit Papa Noël. Le lévrier apparaît également sur la couverture du numéro du 16 octobre 2000 du magazine TV Guide ; ce numéro est sorti avec vingt-quatre couvertures différentes, chacune représentant un personnage des Simpson.

### Épisodes
1. ↑  Noël mortel, Mimi Pond et David Silverman, saison 1, épisode 1.
2. ↑  Une vie de chien, Jon Vitti et Jim Reardon, saison 2, épisode 16.
3. ↑  Une portée qui rapporte, Mike Scully et Bob Anderson, saison 6, épisode 20.
4. ↑  Enfin clown, Nancy Kruse et Joel H. Cohen, saison 15, épisode 6.
5. ↑  Chienne de vie, John Swartzwelder et Jim Reardon, saison 3, épisode 19.
6. ↑  Un chien de ma chienne, Ron Hauge et Dominic Polcino, saison 8, épisode 20.
7. ↑  Petit Papa Noël super flic, John Frink et Matthew Faughnan, saison 18, épisode 20.
8. ↑  Combien pour cet oiseau dans la vitrine ?, Michael Polcino et Kevin Curran, saison 22, épisode 7.
9. ↑  Le Chien-chien à son Homer, Bob Anderson, John Frink et Don Payne, saison 14, épisode 19.